# All de taronger

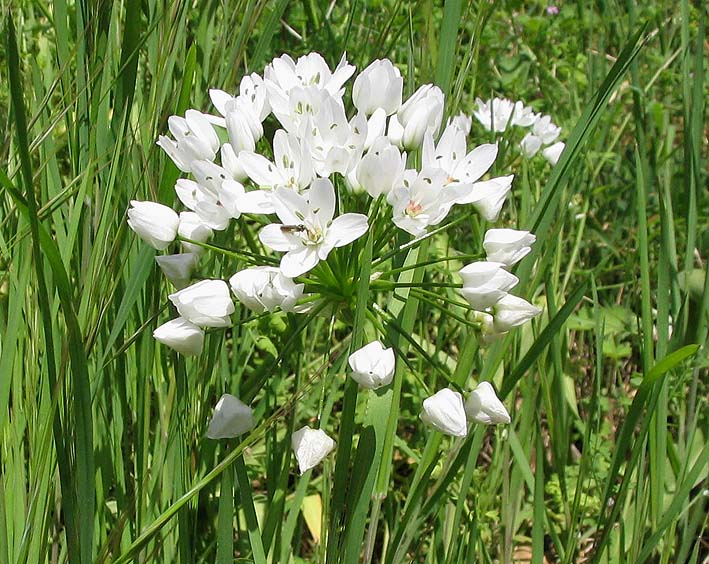
Inflorescència

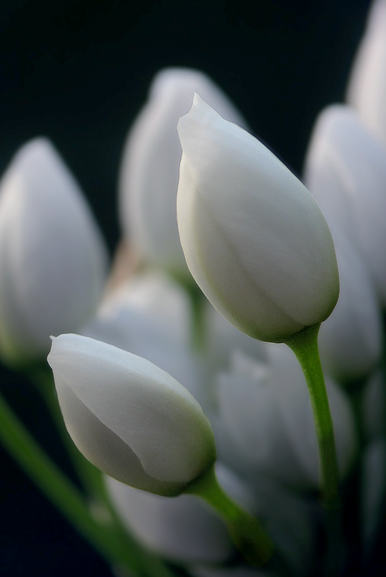
Capoll

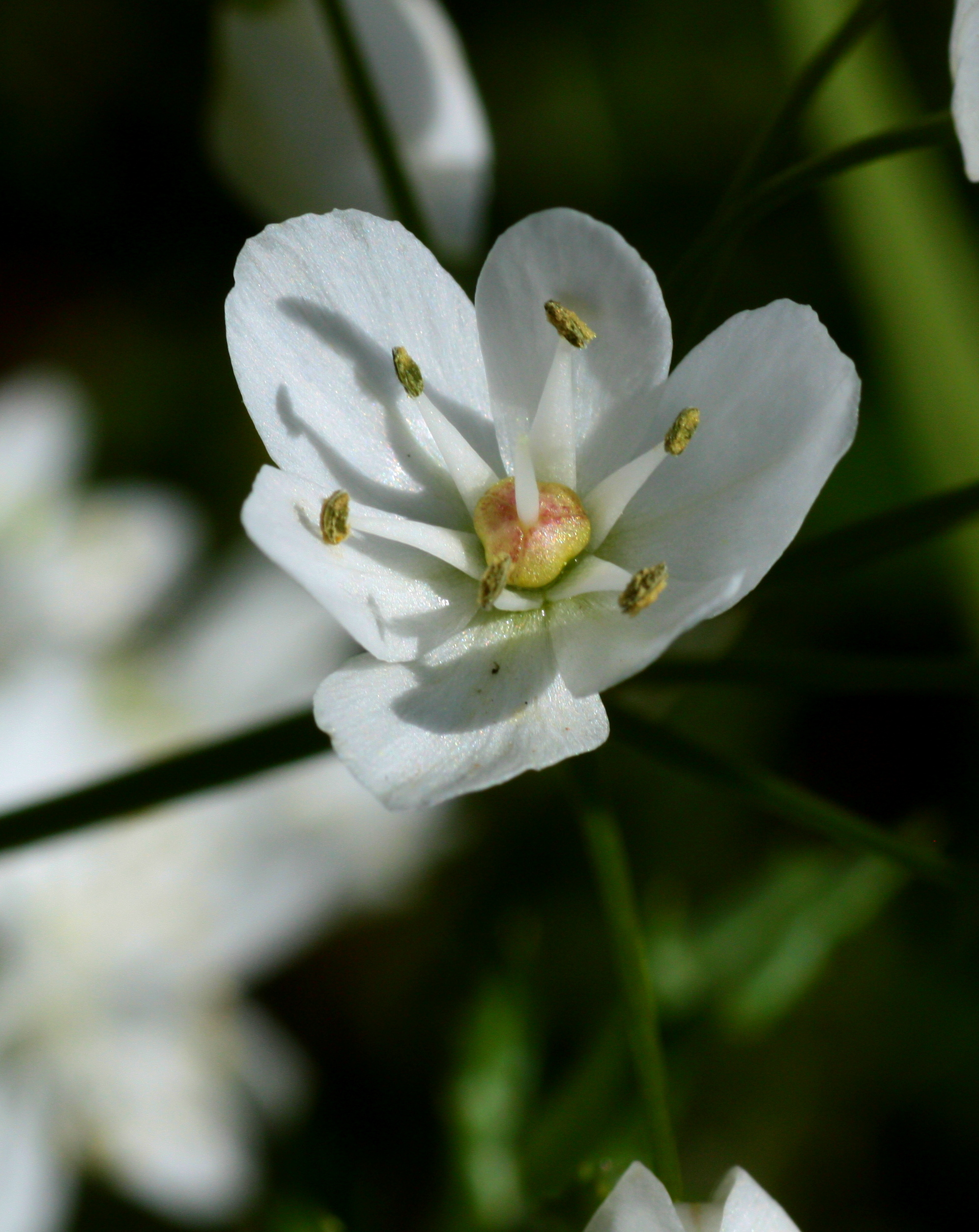
Detall de la flor

L'all de taronger (Allium neapolitanum), és una planta herbàcia, bulbosa, perenne i vivaç. Floreix a principi de la primavera, amb flors blanques en forma d'umbel·la hemiesfèrica. És nadiua del sud d'Europa, nord d'Àfrica i Orient Mitjà (Mediterrània). És una planta cultivada com a ornamental, però sovint naturalitzada. Addicionalment pot rebre els noms d'all napolità i allassa grossa.

## Morfologia
- Tija de tres arestes, de 20 - 50 cm d'alçada.
- Bulb subglobós, amb la túnica externa membranosa, d'1 - 2 cm de diàmetre.
- Fulles, dues o tres, linears o lanceolades i carenades de 8 a 35 cm de llarg i 5 - 20 mm d'ample.
- Espata: és una bràctea, d'una sola valva en aquesta espècie, grossa que sovint envolta l'espàdix o inflorescència, que donarà el pom de flors característic d'aquesta planta.
- Flors formant umbel·la esfèrica o semiesfèrica, amb una bràctea involucral, de 5 - 10 cm de diàmetre. Flors hermafrodites amb sis tèpals de color blanc (tres pètals i tres sèpals similars), en forma de copa, i sobre peduncles. Sis estams i ovari súper amb tres carpels.
- Fruit en forma de càpsula.

## Ecologia i hàbitat
Planta herbàcia geòfita bulbosa, que creix en vores de camins i llocs ruderals. La podem trobar des dels 0 als 1. 200 m s.n.m.